# Brian Howard (basket-ball)
Pour les articles homonymes, voir Brian Howard.
Brian Howard, né le 10 octobre 1967 à Winston-Salem (États-Unis), est un joueur américain de basket-ball. Il mesure 1,98 m.

## Carrière

### Universitaire
- 1986-1990 : Wolfpack de North Carolina State (NCAA 1)

### Clubs
- 1990-1992 :  Omaha Racers (CBA)
- 1992-1993 :  Dallas Mavericks (NBA)
- 1993-1994 :  Turin (A1)
- 1994-1995 :  Sioux Falls Skyforce (CBA)
- 1995-1997 :  ASVEL Villeurbanne (Pro A)
- 1997-1998 :  Efes Pilsen İstanbul (1er division)
- 1998-1999 :  Antibes (Pro A)
- 1999-2000 :  Paris (Pro A)
- 2000-2001 :  Strasbourg (Pro A)
- 2001-2002 :  Chalon-sur-Saône (Pro A)
- 2002-2003 :  Paris (Pro A)
- 2003-2004 :  Bilbao
- 2004-2005 :  BC Nový Jičín

## Palmarès
- Participation au Final Four de l'Euroligue en 1997 avec l'ASVEL
- Vice-Champion de France en 1996 et 1997 avec l'ASVEL et de Turquie en 1998 avec Efes Pilsen
- Vainqueur de la Coupe de France en 1996 et 1997 avec l'ASVEL
- Finaliste de la Coupe de France en 2000 avec le PSG Racing